# Luisa Castro Legazpi
Luisa Castro Legazpi (Foz, Lugo, 6 de gener de 1966) és una escriptora i columnista gallega en llengües  gallega i espanyola. Actualment és directora de l'Institut Cervantes de Nàpols, Itàlia.
Filla d'un mariner i una mestressa de casa, és la més petita de dues germanes i mare de Xita Rubert. Va ser l'esposa de Xavier Rubert, madrastra de Gino Rubert i cunyada de Maria Rubert.
Va publicar els seus primers articles a El Progreso i a Faro de Vigo als 16 anys. El 1984, va començar els seus estudis de Filologia Hispànica a Santiago de Compostel·la i als 19 anys va rebre el premi Hiperion de poesia. Va començar llavors la seva col·laboració setmanal amb l'ABC, i es va traslladar a Madrid, on també va col·laborar com a articulista a El País, El Mundo i diversos mitjans de comunicació. Es va llicenciar en Lingüística per la Universitat Complutense. El 1990 va rebre el Premi Rei Joan Carles de Poesia, i va publicar la seva primera novel·la El Somier, que va ser finalista del Premi Herralde aquell mateix any. A partir de llavors, diversifica la seva carrera com a novel·lista i poeta, i amplia els seus estudis a Urbino (Itàlia) i Nova York, on es trasllada el 1993 amb una beca Fulbright per fer estudis de cinema.
En el seu retorn de Nova York, viu a Barcelona, on imparteix classes d'Adaptació Cinematogràfica a l'Institut d'Humanitats i treballa com a cap de premsa a l'editorial Ronsel. L'any 2001 col·labora amb el Consello da Cultura Galega i comença una col·laboració amb La Voz de Galicia. Rep el premi Azorin per la seva novel·la El secreto de la lejía, publica Viajes con mi padre, el llibre de poemes Amor a mi señor i la novel·la La segunda mujer, que rep l'any 2006 el Premio Biblioteca Breve.
Les seves col·laboracions periodístiques a La Voz de Galicia estan recollides en el llibre Melancolía de sofá (Xerais, 2009) i una selecció de les seves columnes setmanals a l'ABC durant deu anys es troba recollida en el llibre Diario de los años apresurados (Hiperión, 1997). Ha impartit conferències i lectures a universitats europees i estatunidenques i del Pròxim Orient, i cursos de novel·la i poesia a la USC, entre altres institucions.

## Obres

### Poesia
- Odisea definitiva. Libro póstumo (Madrid, Arnao, 1984). 40 p. ISBN 84-86305-05-5.
- Los versos del eunuco (I Premi Hiperión; Madrid, Hiperión, 1986). 76 p. ISBN 84-7517-178-8.
- Baleas e baleas (accèssit del VI Premi Esquío; Ferrol, Societat de Cultura Valle-Inclán, 1988). ISBN 84-86046-28-9.
- Los seres vivos (1988).
- Los hábitos del artillero (VI Premi Rei Juan Carlos; Madrid, Visor, 1989). 62 p. ISBN 84-7522-251-X.
- Ballenas (Madrid, Hiperión, 1992). Edició bilingüe del poemari Baleas e baleas. 114 p. ISBN 84-7517-357-8.
- De mí haré una estatua ecuestre (Madrid, Hiperión, 1997). 82 p. ISBN 84-7517-499-X.
- Señales con una sola bandera: poesía reunida 1984-1997 (Madrid, Hiperión, 2004). 304 p. ISBN 84-7517-768-9.
- Amor mi señor (Barcelona, Tusquets Editores, 2005). 144 p. ISBN 84-8310-437-7.

### Novel·la
- El somier (finalista del VIII Premi Herralde; Barcelona, Anagrama, 1990). 192 p. ISBN 84-339-0912-6.
- La fiebre amarilla (Barcelona, Anagrama, 1994). 176 p. ISBN 84-339-0976-2.
- El secreto de la lejía (XXVI Premi Azorín; Barcelona, Planeta, 2001). 256 p. ISBN 84-08-03834-6.
- Viajes con mi padre (Barcelona, Planeta, 2003). 232 p. ISBN 84-08-04636-5.
- La segunda mujer (Premi Biblioteca Breve 2006; Barcelona, Seix Barral, 2006). 320 p. ISBN 84-322-1217-2.
- La sota de Esquilache, 2006, amb Raúl del Pozo, publicada pel suplement Campus (El Mundo).

### Relats
- Podría hacerte daño (XVI Premi Torrente Ballester; La Corunya, Ediciones del Viento, 2005). 200 p. ISBN 84-934060-5-8.

### Articles
- "Carmen Martín Gaite". A Retratos literarios: escritores españoles del siglo XX evocados por sus contemporáneos (ed. de Laura Freixas; Madrid, Espasa Calpe, 1997, pp. 306-307). 398 p. ISBN 84-239-8624-1.
- Diario de los años apresurados (Madrid, Hiperión, 1998). 154 p. ISBN 84-7517-536-8.
- Melancolía de sofá (2009).

## Premis
- 1986 : Premi Hiperión per Los versos del eunuco
- 1989 : Premi Rey Juan Carlos per Los hábitos del artillero
- 2001 : Premi Azorín per El secreto de la lejía
- 2004 : Premi Torrente Ballester per Podría hacerte daño
- 2006 : Premi Biblioteca Breve per La segunda mujer[1]
- 2010 : Premi Puro Cora de periodisme per l'article Providence[6]